# Stefan Brunzell
Stefan Mats Erik Brunzell, född 20 september 1977 i Kungälvs församling, Göteborgs och Bohus län, är en svensk musiker (keyboardist, basist), producent och låtskrivare.

## Biografi
Brunzell började sin bana i diverse dansband. Han var kapellmästare i gruppen Friends 1999–2002. 2001 vann gruppen den svenska Melodifestivalen med "Lyssna till ditt hjärta". De slutade på en femteplats i Eurovision Song Contest i Köpenhamn. Efter gruppens splittring frilansar Stefan Brunzell som kapellmästare, musiker, producent och låtskrivare åt andra artister. Han är kapellmästare för Allsång på Skansen sedan 2016.